# Holmgarðr

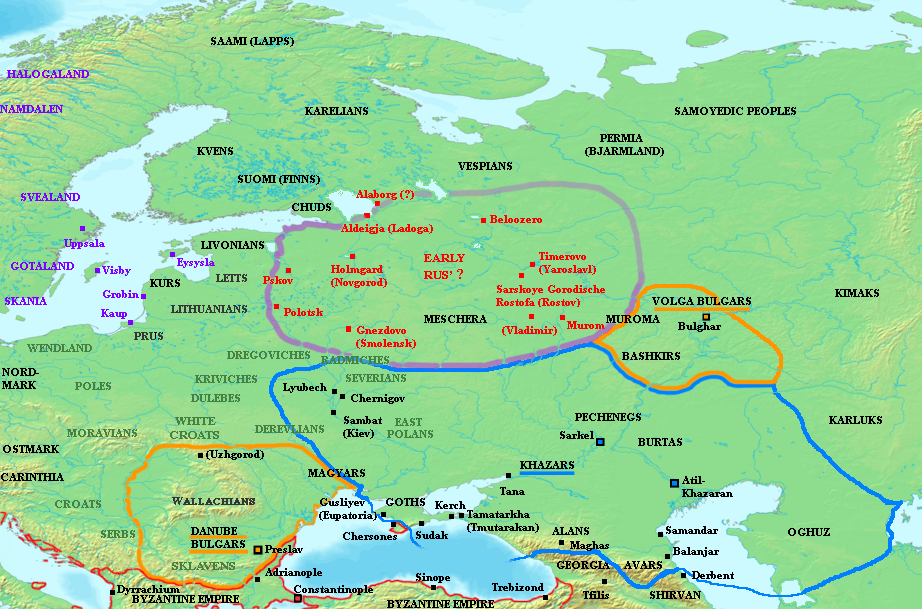
Carte montrant les établissements varègues ou Rus' (en rouge) et les emplacements des tribus slaves (en gris) au milieu du IX. L'aire d'influence des Khazars est entourée en bleu

Holmgarðr (ᚼᚮᛚᛘᚵᛆᚱᚦᚱ) est une ancienne capitale de la Rus' médiévale issue de la littérature scandinave, traditionnellement associée à Novgorod, et plus précisément au Gorodichtche de Riourik, centre commercial, administratif et militaire fondé au IXe siècle.
Au XVIIIe siècle, on croyait que Holmgard était situé sur une haute colline du village de Bronnitsa près de Novgorod, comme le pensait Vassili Tatichtchev et Girgory Glinka. Au début du XXe siècle, l'historienne Elena Rydzevskaïa a identifié Holmgard comme Novgorod, également sur la base du nom de l'ancienne colonie située dans l'actuel quartier Slavno : Holm. Cette hypothèse bien établie est soutenue dans ses travaux par Tatiana Djakson, même si elle considère qu'il est probable que le gorodichtche de Riourik, plutôt que Slavno, corresponde à Holmgard  